# 1 Dywizja Flak

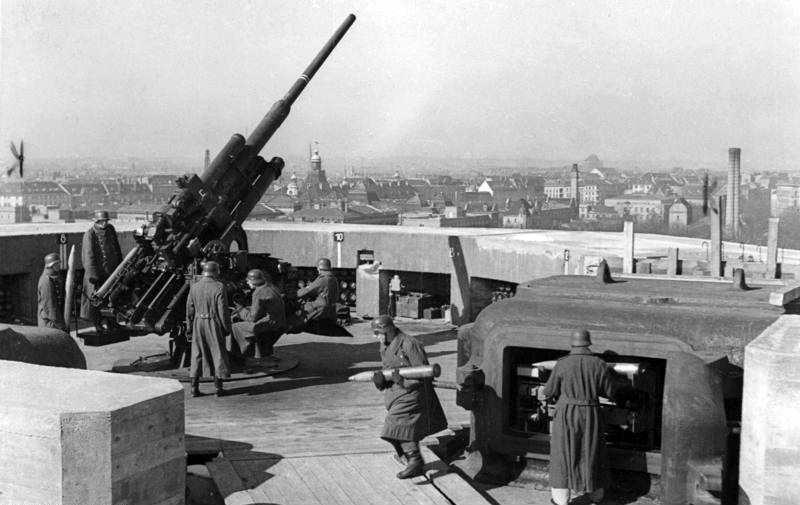
Ciężkie działo przeciwlotnicze kalibru 105 mm. Flakturm na terenie Ogrodu Zoologicznego w Berlinie, kwiecień 1942.

1 Dywizja Flak (niem. 1. Flak-Division) – niemiecka dywizja artylerii przeciwlotniczej z okresu II wojny światowej.
Jednostkę utworzono 1 lipca 1938 jako Luftverteidigungskommando Berlin (Dowództwo Obrony Powietrznej Berlin). 1 września 1941 zmieniono jej nazwę na 1. Flak-Division. 
Dywizja przez cały okres II wojny światowej zapewniała obronę przeciwlotniczą stolicy Niemiec, Berlinowi.

## Skład bojowy dywizji (1944)
- 22 pułk Flak (Flak-Regiment 22)
- 53 pułk Flak (Flak-Regiment 53)
- 72 pułk Flak (Flak-Regiment 72)
- 126 pułk Flak (Flak-Regiment 126)
- 82 pułk reflektorów przeciwlotniczych (Flakscheinwerfer-Regiment 82)
- trzy zmotoryzowane bataliony transportowe Flak (Flak-Transport-Batterie (mot) 23/III, 122/IV i 126/IV)
- 121 lotniczy batalion łączności
- dywizyjne oddziały zaopatrzeniowe

## Dowódcy dywizji
- Generalmajor Gerhard Hoffmann (od 1 lipca 1938)
- Oberst Werner Prellberg (od 1 marca 1940)
- Generalleutnant Ludwig Schilffarth (od 17 lipca 1940)
- Generalmajor Max Schaller (od 20 stycznia 1943)
- Generalleutnant Erich Kressmann (od 10 lutego 1944)
- Generalmajor Kurt von Ludwig (od 5 listopada 1944)
- Generalmajor Otto Sydow (od 15 listopada 1944)